# Élections législatives de 2012 dans le Lot
Les élections législatives françaises de 2012 se déroulent les 10 et 17 juin 2012. Dans le département du Lot, non concerné par le redécoupage électoral, deux députés sont à élire dans le cadre de deux circonscriptions.

## Élus
| Circonscription | Député sortant   | Parti | Parti | Député élu ou réélu | Parti | Parti |
| --------------- | ---------------- | ----- | ----- | ------------------- | ----- | ----- |
| 1re             | Dominique Orliac |       | PRG   | Dominique Orliac    |       | PRG   |
| 2e              | Jean Launay      |       | PS    | Jean Launay         |       | PS    |

## Résultats

### Résultats à l'échelle du département
| Parti          | Parti                             | Premier tour | Premier tour | Second tour | Second tour | Sièges |  |
| Parti          | Parti                             | Voix         | %            | Voix        | %           | Sièges |  |
| -------------- | --------------------------------- | ------------ | ------------ | ----------- | ----------- | ------ |  |
|                | Parti socialiste                  | 21 824       | 25,36        |             |             | 1      |  |
|                | Parti radical de gauche           | 18 560       | 21,57        | 25 847      | 59,85       | 1      |  |
|                | Europe Écologie Les Verts         | 3 546        | 4,12         |             |             | 0      |  |
|                | Divers gauche dont MRC            | 655          | 0,76         | 0           |             |        |  |
|                | Majorité présidentielle           | 44 585       | 51,82        | 25 847      | 59,85       | 2      |  |
|                |                                   |              |              |             |             |        |  |
|                | Union pour un mouvement populaire | 11 321       | 13,16        | 17 342      | 40,15       | 0      |  |
|                | Parti radical                     | 8 449        | 9,82         |             |             | 0      |  |
|                | Alliance centriste                | 2 908        | 3,38         | 0           |             |        |  |
|                | Divers droite dont DLR et PCD     | 594          | 0,69         | 0           |             |        |  |
|                | Droite parlementaire              | 23 272       | 27,05        | 17 342      | 40,15       | 0      |  |
|                |                                   |              |              |             |             |        |  |
|                | Front de gauche                   | 7 592        | 8,82         |             |             | 0      |  |
|                | Front national                    | 6 951        | 8,08         | 0           |             |        |  |
|                | Mouvement démocrate               | 2 354        | 2,74         | 0           |             |        |  |
|                | Extrême gauche dont LO et NPA     | 959          | 1,11         | 0           |             |        |  |
|                | Divers écologiste dont AÉI        | 333          | 0,39         | 0           |             |        |  |
|                |                                   |              |              |             |             |        |  |
| Inscrits       | Inscrits                          | 135 166      | 100,00       | 70 187      | 100,00      | 2      |  |
| Abstentions    | Abstentions                       | 47 177       | 34,9         | 25 177      | 35,87       |        |  |
| Votants        | Votants                           | 87 989       | 65,1         | 45 010      | 64,13       |        |  |
| Blancs et nuls | Blancs et nuls                    | 1 943        | 2,21         | 1 821       | 4,05        |        |  |
| Exprimés       | Exprimés                          | 86 046       | 97,79        | 43 189      | 95,95       |        |  |

### Résultats par circonscription

#### Première circonscription (Cahors)
| Candidat       | Candidat                         | Parti          | Premier tour | Premier tour | Second tour | Second tour |  |
| Candidat       | Candidat                         | Parti          | Voix         | %            | Voix        | %           |  |
| -------------- | -------------------------------- | -------------- | ------------ | ------------ | ----------- | ----------- |  |
|                | Dominique Orliac sortante réélue | PRG (PS)       | 18 560       | 41,54        | 25 847      | 59,85       |  |
|                | Aurélien Pradié                  | UMP            | 11 321       | 25,34        | 17 342      | 40,15       |  |
|                | Serge Laybros                    | FG (PCF)       | 4 328        | 9,69         |             |             |  |
|                | Michel Roumégoux                 | AC             | 2 908        | 6,51         |             |             |  |
|                | Élizabeth Lapierre               | RBM (SIEL)     | 2 867        | 6,42         |             |             |  |
|                | Francesco Testa                  | EÉLV           | 1 982        | 4,44         |             |             |  |
|                | Charlotte Wojcik                 | CpF (MoDem)    | 870          | 1,95         |             |             |  |
|                | Philippe Montagne                | MRC            | 655          | 1,47         |             |             |  |
|                | Diane Orliac                     | DLR            | 594          | 1,33         |             |             |  |
|                | Patrick Bellois                  | NPA            | 483          | 1,08         |             |             |  |
|                | Vincent Haas                     | LO             | 112          | 0,25         |             |             |  |
|                |                                  |                |              |              |             |             |  |
| Inscrits       | Inscrits                         | Inscrits       | 70 184       | 100,00       | 70 187      | 100,00      |  |
| Abstentions    | Abstentions                      | Abstentions    | 24 680       | 35,16        | 25 177      | 35,87       |  |
| Votants        | Votants                          | Votants        | 45 504       | 64,84        | 45 010      | 64,13       |  |
| Blancs et nuls | Blancs et nuls                   | Blancs et nuls | 824          | 1,81         | 1 821       | 4,05        |  |
| Exprimés       | Exprimés                         | Exprimés       | 44 680       | 98,19        | 43 189      | 95,95       |  |

#### Deuxième circonscription (Figeac)
|                | Jean Launay sortant réélu     | PS             | 21 824 | 52,76  |  |  |  |
|                | Ellen Dausse                  | PRV (NC, UMP)  | 8 449  | 20,42  |  |  |  |
|                | Julia Plane                   | RBM (FN)       | 4 084  | 9,87   |  |  |  |
|                | Bernadette Baloche            | FG (PCF)       | 3 264  | 7,89   |  |  |  |
|                | Florence Gaudefroy-Demombynes | EÉLV           | 1 564  | 3,78   |  |  |  |
|                | Jean-Claude Tassain           | CpF (MoDem)    | 1 484  | 3,59   |  |  |  |
|                | Cyrille Garcia                | LFA (AÉI)      | 333    | 0,81   |  |  |  |
|                | Gérard Barde                  | NPA            | 223    | 0,54   |  |  |  |
|                | Jean-Marc Isnard              | LO             | 141    | 0,34   |  |  |  |
|                |                               |                |        |        |  |  |  |
| Inscrits       | Inscrits                      | Inscrits       | 64 982 | 100,00 |  |  |  |
| Abstentions    | Abstentions                   | Abstentions    | 22 497 | 34,62  |  |  |  |
| Votants        | Votants                       | Votants        | 42 485 | 65,38  |  |  |  |
| Blancs et nuls | Blancs et nuls                | Blancs et nuls | 1 119  | 2,63   |  |  |  |
| Exprimés       | Exprimés                      | Exprimés       | 41 366 | 97,37  |  |  |  |